# Fünf Höfe
Il Fünf Höfe è un centro commerciale situato nel centro di Monaco di Baviera, in Germania, che è stato costruito dal 1998 al 2003. Nel 2004, il Fünf Höfe è stato venduto a DIFA (oggi Union Investment Real Estate AG) e da allora il nome ufficiale è stato di CityQuartier Fünf Höfe.

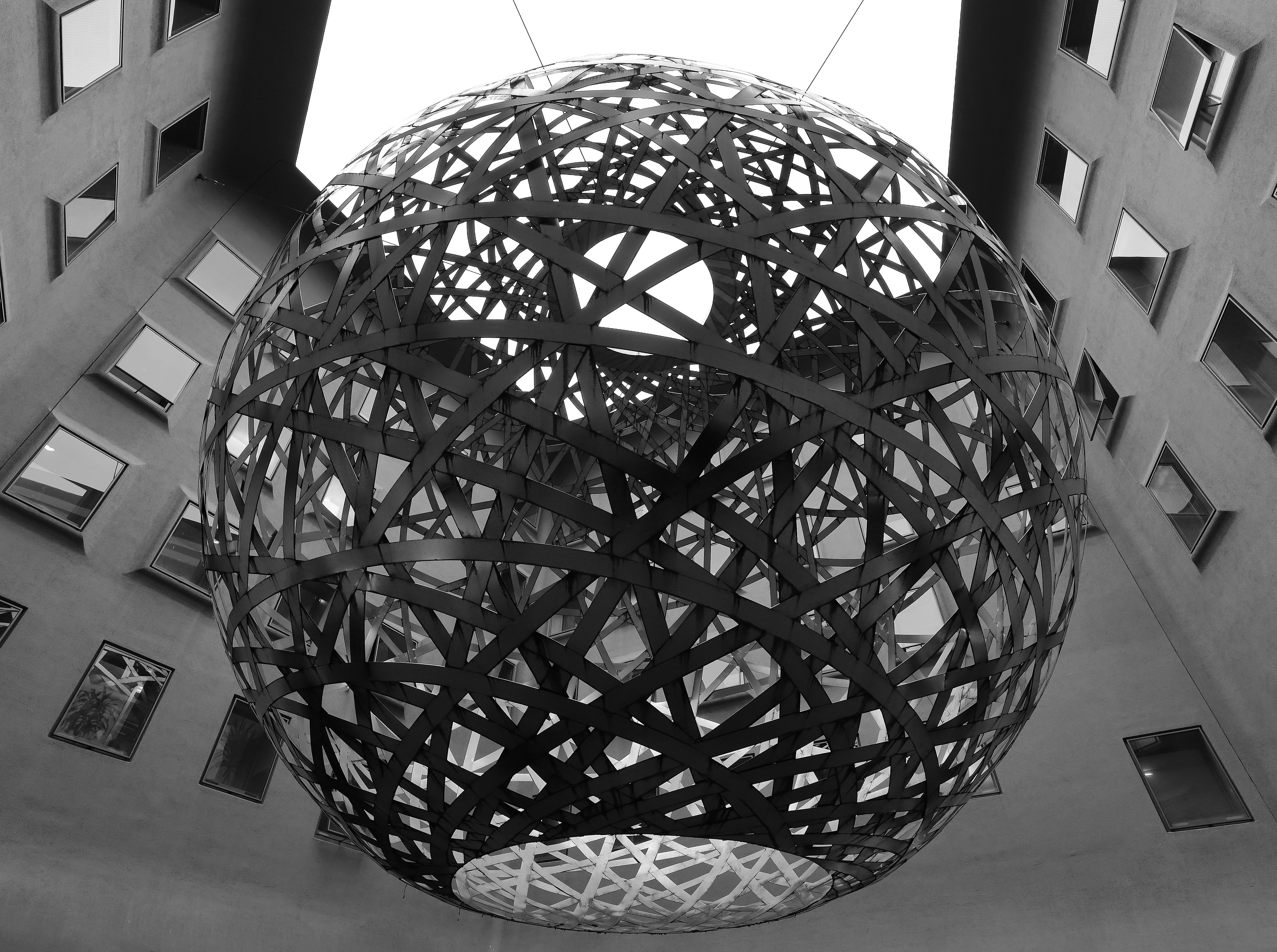
La "Sfera", una grande palla sospesa realizzata in maglia d'acciaio progettata da Olafur Eliasson, è esposta all'interno dell'edificio nel Viscardihof

Il piano per la riprogettazione dell'intero blocco è stato effettuato degli architetti di Basilea Jacques Herzog e Pierre de Meuron nel 1994.